# Туризам у Египту
Туризам има изузетан значај у спољнотрговинској размени Египта са иностранством. Према најновијих проценама египатског Министарства за туризам, очекује се да ће у најскоријој будућности турзиам бити извор прихода број један за земљу. Само у претходних 5 година, просечан годишњи приход од туризма износио је преко 5 милијарди америчких долара. Преглед прихода од туризма, изражен у милионима америчких долара:
- 2000. 4.300 (процена)
- 2001. 3.000 (процена)
- 2002. 1.800 (процена)
- 2003. 4.584
- 2004. 6.125
- 2005. 6.767
- 2006. 7.079

Пре XIX века путовања у Египат била су тешка, дуга и изузетно скупа.
Прва бројнија интересовања за путовања у земљу фараона забележена су још у првој половини XIX века, а посебно након што је 1822. Жан-Франсоа Шамполион превео делове камене из Розете, чиме је по први пут дешифровано старо египатско писмо – хијероглифи. Додатно интересовање пробудила су открића гробница фараона, у Долини краљева, најпре Аијеве, 1816., а затим и гробнице Сетија I, 1817. године. У наредних сто година разне експедиције су долазиле у Долину, са циљем да врше ископавања. Тек 1907., након што је Американац Теодор М. Дејвис открио још краљевских и некраљевских гробница, укључујући и гробницу за коју се првобитно сматрало да је Тутанкамонова, објављено је да је Долина у потпуности истражена и да нових открића неће бити. Ипак Хавард Картер, енглески археолог, је изборио дозволу за нова истраживања, и новембра 1922. открио је праву Тутанкамонову гробницу, која је до тада једина откривена нетакнута.
Приче о археолошким открићима и непроцењивој вредности садржаја Тутанкамонове гробнице, палиле су машту европске елите, па нису била ретка путовања у, земљу у којој је 22. фебруара 1922. пролашена независност од Велике Британије.
Данас поред стандарсних споменика и културне баштине, који чине Египат највећим музејом на свету, туристе привлаче и бројне иновативне активности попут сафарија, голфа, рибарских експедиција, роњења, верског, здравственог, конгресног, пословног и фестивалског туризма. Туристичке дестинације у Египту су бројне: Каиро и доња долина Нила, Гиза, Абу Сир, Дашир, Сакара; делта Нила; Александрија и медитеранска обала; Луксор и Теба; Асуан, Елефантин и северна Нубија; Идфу и Абу Симбел; места на обали Црвеног мора, Хургада са Ел-Гоуном, Сома залив, Сафага, Суец; Синајско полуострво, Шарм ел Шеик, Рас Мухамед, Таба, Дахаб, Нувебиа и ел-Ариш; популарне дестинације су и оазе које су у Египту бројне, а најпопуларније су Фајум, Siwa, Bahariya, Farafra, Dakhla и Kharga.
Протеклих деценија туризам у Египту је био пот утицајем политике и дешавања у окружењу, о којима се врло мало сам питао. 1966. године забележен је рекорни број туриста од 578.734, али је већ у јуну наредне године избио рат. Бројке су нагло опале, и тек од 1972., када је земљу посетило 541.000 туриста, бележи се стабилни раст. Једини изузетак била је 1986. година, када је бројка пала на 1,3 милиона, са 1,5 милиона претходне године. Пад се приписује отмици италијанског путничог брода, Achille Lauro, крајем 1985., нередима у Каиру, фебруара 1986. и Америчком нападу на Либију, у априлу 1986. Раст туристичких долазака у периоду од 1975. до 1985. износио је 6,7% на годишњем нивоу. Већ 1988. очекивала се посета од 2 милиона туриста.
1980. године, Влада је покренула мере са циљем да привуче туристе и охрабри их да користе званичне мењачнице (улични курсе је до тада би понољнији, што је онемогућавало Владу да води прецизну евиденцију о приходу од туризма. Појачана је и промоција широм света, и у неким од земаља, чије је становништво циљано, отворене су туристичке канцеларије у дипломатских представништвима. Покренути су и програми за изградњу туристичких атракција у Синајској пустињи. 1985. године министар туризма је покренуо иницијативу за приватизацију хотела, и унапређење услуга националног авио-превозника, EgyptAir-а. Охрабрени туристичким потенцијалом земље и приватизацијом, представници страних компанија потписују уговоре о изградњи нових туристичких центара (нпр. алжирска инвестициона група је уложила 120 милиона америчких долара у изградњу пројекта који се простирао на 1,2 милиона km² у Ал Гардаку, на обали Црвеног мора).
Крајем 80-их и почетком 90-их година креће и тренд посета Цревеног мора у зимском периоду (због погодне климе). Већ крајем 80-их издају се дозволе за луксузне бродове и крстарице – хотеле на води.
Да би привукла туристе да размењују девизе у њеним банкама, Влада је за њих спустила куповну цену своје фунте. У марту 1984. 1 амерички долар је, уместо 0.83, вредео 1.12 египатских фунти. Курс за туристе је остао стабилан од јануара 1985. до прве половине 1986. (1.25 египатских фунти).
У претходних 15 година туризам у Египту је у неколико наврата уназађиван терористичким нападима исламских фундаменталиста и екстремиста.
Између 1990. и 1999. терористи су у Египту убили 105 особа. Само у 2004. и 2005. убијено је више него у претходних 10 година: 126.
Први озбиљнији напад је забележен 21. октобра 1992. када су милитантни завереници напали туристички аутобус, убили једну Британку, и ранили двојицу мушкараца. Крајем фебруара 1993., у експлозији бомбе у кафетерији у центру Каира, страдали су Турчин, Швећанин и Египћанин, а 20 људи је рањено. У септембру 1994., у Хургади, наоружани екстремиста је убио двојицу немачких туриста и двојицу Египћана. 18. априла 1996. четворица наоружаних командоса напала су туристе у хотелу Европа, недалеко од пирамида у Гизи. У том нападу погинуло је 18 грчких туриста, док их је 14 рањено. Одговорност је преузела организација „Џама исламија“. 17. новембра 1996., недалеко од Луксора, нападачи су убили 58 туриста и четворо Египћана, а у обрачуну су страдала три полицајца и шесторица туриста.
Дана 18. септембра 1997. у бомбашком нападу на туристички аутобус испред музеја у Каиру погинуло је 10 особа, међу којима 9 немачких туриста, док је поврећено 11 људи. 17. новембра 1997. један исламистички терориста убио је 68 особа у Луксору међу којима 58 туриста. Одговорност за напад, који је трајао 45 минута, преузела је организација „Џама исламија“. Овај напад је имао огромне последице по приходе од туризма, и сматра се за најкритичнији тренутак не само за египатски турзам, већ и за египатску економију уопште.
Током 1999. 4,5 милиона туриста посетило је Египат (од тог броја 90% је посетило Каиро, пирамиде у Гизи, храмове у Луксору и остале занимљивости Египта). За само 5 година тај број се готово удвостручио, па је 2004. године Египат посетило преко 8 милиона странаца.
Упркос свему, туризам у Египту је у периоду од 1993. до 2000. бележио годишњи раст од 12,5%. У истом периоду, хотелски капацитети су се проширили са 19.000 соба на 117.000 соба.
2000. године, коју су обележили нови немири у Палестини, Египат је посетило 5,116 милиона људи, а већ наредне, коју је обележио напад од 11. септембра, број долазака се смањио на 4,356 милиона људи. Забележен је, дакле, пад од чак 48,8%, чиме је тржишни удео у региону Блиског истока смањен на само 19,2%. Напади на Њујорк и Вашингон имали су огромне последице по светски туризам, па се у последњем кварталу број туриста у свету смањио за 11% у односу на претходну годину, а у региону Блиског истока чак 30%, највише у свету.
Упркос страху од избијања рата у Ираку, само у јануару и фебруару 2003. године, Египат је посетило 228.000 туриста. Иако је по избијању рата, 30. марта, забележен пад посећености од 22,4%, већ два месеца касније, интензивна кампања Министарства за туризам ублажила је негативне ефекте ратних дешавања у региону, па је у мају забележен пад од 10%. Осећају сигурности код туриста допринело то што је влада Египта осуђивала све терористичке и екстермистичке нападе у свету, и увек се залагала за проналажење мирних решења. Већ у јуну је забележен раст у односу на претходну годину (5%), земљу је посетила 381.000 туриста, број ноћења се попео на 3.1 милион, што је у односу на јун претходне године представљало раст од, чак, 52.65%. Наредног месеца оборено је још рекорда, земљу је током јула посетило 623.000 туриста, пораст од, чак, 26% у односу исти месец 2002., а број ноћења је повећан за чак 78,7%. Позитиван тренд је настављен до краја године, па је током 2003. године земљу укупно посетило 5,7 милиона туриста (раст од 20% у односу на претходну годину), чиме је Египат дошао до 25. места листе најпосећенијих земаља света. Наредне године, забележен је раст од чак 35.7, па је земљу посетило 7,8 милиона туриста, само 100.000 мање од, за једно место боље рангиране, Хрватске. Највише туриста стигло је из Италије, Немачке, Русије, Британије и Француске. Исте године број хотелских соба је повећан за 9.150, а туризам је допринео отварању још 2.750 радних места. Инвестирано је у 33 нова туристичка пројекта, а отпочети су и радови на реновирању и проширивању Луксорског аеродрома вредни 50 милиона америчких долара (аеродром је сваког сата примао 4.500 путника).
Дана 7. октобра 2004. у серији експлозија, приликом напада на два туристичка места на Синајском полуострву, погинуле су 34 особе, углавном израелски туристи, док их је рањено више од 120. Одговорност за напад је преузела организација блиска „Ал-Каиди“.
Почетком априла 2005. године, у тржном центру у Каиру, бомбаш самоубица је усмртио двоје Француза и једног Американца. 30. априла 2005., у Каиру, надалеко од Египатског музеја, бомбаш самоубица је раднио седморо људу, међу којима четворо туриста. 23. јул 2005., у Шарм ел-Шеику, експлодирале су три бомбе, усмртивши 64 особе.
Египатска влада је почетком 2005. године објавила да је у претходној години забележен рекордан број туриста – 7,4 милиона, од чега је чак милион стигло из Немачке. Забележено је и 80 милиона ноћења. Процена 8,5 милиона у 2005., фебруара те године, већ у мају износила је 9 милиона. На крају, током 2005., земљу је посетило 8,6 милиона туриста.
Дана 1. августа 2005., министарство за туризам је изнело податак да је у претходне 4 године забележена рекордна посета од 24 милиона туриста. У истом саопштењу изнет је податак да се број српских туриста већ у том тренутку удвостручио у односу на претходну годину. Успех је забележен и у покушаују да се привуку туристи са далеког истока, па су, збох великог интересовања, уведени директни летови из Кине, којима је сигло 35.000 Кинеза, а у земљу је допутовало и 50.000 Јужнокорејанаца. Од маја до октобра 2005. Египат је посетило 4,6 милиона (пораст од 15% у односу на претходну годину) туриста, а забележено је и 46 милиона ноћења.
Дана 24. априла 2006, извршен је напад на одмаралиште Дахаб, на југоистоку Синајског полуострва, у коме је убијено најмање 23 особе, док 80 рањено. Египатски званичници су као извршиоце навели исламистичку терористичку организацију „Џам'ат ал-Тахид вал-Џихад“.
Током 2006. у фокусу Владе по први пут се нашла обала Медитерана. Изнет је у јавност програм инвестиција са циљем да се регион развије у туристичку дестинацију. Процена из марта протекле године, говори да сваких милион туриста који посете земљу, омогући отварање 200.000 нових радних места. У том циљу, министарство за туризам је са министарством за информисање покренуло кампању са циљем да објасни становништву колики је значај туризма за економију, за развој земље и за отварање нових раднх места. Данас је туризам извор 25% девизних прихода земље.
Децембра 2006., на 16. генералном заседању Светске туристичке организације (WTO), на коме је 150 земаља имало своје делегате, Египат је поред чланства у неколико комитета, проглашен и за члана Извршног савета за 2007. и 2008. годину. Крајем 2006. египатска влада је покренула нову промотивну кампању која има за циљ да настави позитиан раст броја туриста, али и да привуче туристе из оних региона из којих није бележена висока посећеност. У склопу кампање, средином децембра, на изложби Global Meetings and Incentive Exhibition (EIBTM) у Барселони представљен је и програм „Седам разлога да посетите Египат“.
Претња од тероризма остаје главни проблем египатске владе, без обзира на тренд повећања безбедносних мера у свим популарним дестинацијама. Многе земље данас упозоравају своје држављане да путовање у Земљу Фараона није безбедно. Примера ради, Британски Foreign Office наглашава да у Египту постоји висока претња од тероризма, али не упозорава путнике да не одлазе тамо.

## Долазак у Египат
Постоје 3 типа египатских виза: туристичка (углавном траје 3 месеца, и важи како за један, тако и за више улазака у земљу), улазна (обавезна за све стране држављане који долазе у Египат са циљем који није туристичке природе) и транзитна виза.
Виза се издаје на граничним прелазима, кошта 10 €, и по истеку не може да се продужи. Србија, пак, спада у групу држава, чији грађани морају да затраже визу пре доласка у Египат. Египатска амбасада у Србији налази се у Београду, у улици Андре Николића 12 (тел. 2650585 и 2651225). Адреса српске амбасаде у Египту је 33, El Mansour Mohamed St., Zamalek (тел. 7354061 и 7365494, факс. 7353913).
Владине канцеларије су отворене од 8:30 до 14:30. Петком се не ради, понекад ни суботом. Продавнице су зими отворене од 9:00 до 20:30, а лети од 9:00 до 22:00.
Национални празници у Египту су 7. јануар (православни Божић), 25. април (Дан ослобођења), 1. мај, 23. јул (Дан револуције) и 6. октобар (Дан оружаних снага). То су нерадни дани; поред тога што су банке, радње, продавнице затворене, и јавни превоз ради умањеним обимом.
Изузетног значаја је и Рамазан, празник већинског, муслиманског становништва, који се обележава 9. месеца у исламској календарској години, и ове године (2007. по грегоријанском календару је 1428. по исламском), обележава се од 13. септембра до 11. октобра). Локално становништво од туриста очекује да не једу и не пуше на јавним местима током празника.
У Египту се сваке године одржавају међународни сајмови, фестивали и турнири:
1. Cairo International Book Fair (јануар)
2. Tennis Tournament (март)
3. International Fishing Festival, Hurhgada (фебруар)
4. Abu Simbel Sun Festival, Abu Simbel (фебруар/октобар)
5. Rally of Pharaohs, El-Gizah (октобар)
6. Yacht-Racing and Water Skiing Festival – Alexandria – Hurghada (октобар)
7. Arab Horse Festival (новембар)
8. National Fishing Festival, Sharm El-Sheikh (новембар)
9. International Rowing Races: Luxor – Cairo – Aswan (децембар)
10. Cairo International Festival, Cairo (децембар)

Званична валута је египатска фунта (E£; 1 E£ = 100 piastres). У оптицају су новчанице од 5, 10, 20, 50 и 100 фунти, односно ковани новчићи од 5, 10, 20, 25 и 50 пиастрија и 1 фунте.
- $ US Dollar USD$1.00 = LE5.74 LE1.00 = USD$0.17
- € Evro €1.00 = LE6.82 LE1.00 = €0.15
- £ Pound Sterling £1.00 = LE9.98 LE1.00 = £0.10

Док је дозвољено уношење страних валута у земљу, обавезно је да се новац пријави на уласку, док је изношење новца ограничено на износ који је пријављен при уласку. Уношење и изношење локалне валуте је лимитирано на 100 египатских фунти. Такође, неопходно је разменити минимум 150 US$ по доласку у земљу.
Што се царине тиче, дозвољено је без царињења изношење до 200 цигарета; 25 цигара; 1 l алкохолних пића; поклона у вредности до 500 египатских фунти.
Од туриста се очекује остављање бакшиша (и на арапском: baksheesh) за сваку услугу коју пруже туристима, а у неким ресторанима, не само да је обавезно оставаље бакшиша, већ је прописан и захтевани проценат у односу на рачун.
За управљање возилом странцима је потребна међународна возачка дозвола.

## Хотели
Хотели у Египту су чланови Египатске хотелијерске асоцијације (Egyptian Hotel Association). 2006. године у употребу је уведено 16.000 нових хотелских соба, чије је број укупних хотелских соба повећан на 176.000.
За 2007. годину најављени су и нови критеријуми за класификацију хотела.

## Музеји
У већини египатских музеја, улазница се наплаћује између 10-20 евра. Фотографисање углавном није дозвољено, а тамо где јесте, наплаћује се 10-15 евра и није дозвољена употреба блица. Снимање видео-камером је дозвољено на малом броју локација у наплаћује се до 100 евра.

## Светска баштина
Светска баштина UNESCO-а је специфично место које је номиновано за међународни Програм светске баштине којим управља Комитет светске баштине Организације за образовање, науку и културу Уједињених нација UNESCO. Циљ програма је да попише, именује и чува места од изузетног интереса, културног или природног, у јединствену баштину човечанства. Места која су на листи светске баштине могу користити средства из Фонда светске баштине под одређеним условима. У Египту су заштићени:
1. Комплекс Абу Мена (Abu Mena)
2. Остаци древне Тебе (Thēbai) и Некропола
3. Исламски део Каира (Qahirah)
4. Мемфис (Memphis) и Некропола
5. Нубијски споменици од Абу Симбела (Abu Simbel) до Фила (P'aaleq)
6. Манастир Свете Катарине са околином
7. Долина китова (Wadi Al-Hitan), палеонтолошка локација